# 坂崎ユカ
坂崎 ユカ（さかざき ゆか、女性、12月27日 - ）は、日本のプロレスラー。AEW所属。

## 経歴

### 東京女子プロレス時代
2013年
- 元々はお笑い志望で養成所にも通っていたが、相方に逃げられ、福田洋率いるDPGのメンバー「ユカ・サカザキ」として活動する[2]。その活動の中でDDTの試合を観戦したのがきっかけで自身も始めようと思い、ユニットで活動していた石澤りりこと共に夏頃より東京女子プロレスの練習生になる。
- 12月1日、東京女子プロレス旗揚げ戦にて浦えりか&中島翔子戦でデビュー（パートナーはのの子）、のの子のパイフライフローが中島に決まり勝利[3]。

2015年
- 10月7日、初立候補となった「DDTドラマティック総選挙2015」にて211票を獲得し20位にランクイン、選抜入りを果たす。

2015年
- 5月28日、横浜ラジアントホール大会にて山下実優の保持するTOKYOプリンセス・オブ・プリンセス王座に挑戦、熱戦を繰り広げるも敗北。

2016年
- 9月22日、新宿FACE大会にて辰巳リカに敗れた坂崎は、魔法の国へ武者修行に旅立ったことが発覚。修行期間は未定で、東京女子プロレスの大会は欠場となる。その間、坂崎の希望により、魔法の国で生き別れとなった坂崎の双子の姉、ミル・クラウンが東京女子プロレスに参戦することになった。（詳細後述）

2017年
- 5月14日、春日部ふれあいホール大会にてミル・クラウンと入れ替わるように8ヶ月ぶりに魔法の国より帰還。同大会での復帰戦にて優宇との王座戦に向けての前哨戦。
- 6月4日、新宿FACE大会にて優宇の保持するTOKYOプリンセス・オブ・プリンセス王座に挑戦し、新必殺技であるマジカル魔法少女スプラッシュで勝利、デビュー以来無敗だった優宇に初黒星を付けると共に、同王座を初戴冠。
- 7月2日、プリプリ王者として第4回東京プリンセスカップに参戦、初戦にて山下実優から初勝利を上げ2回戦へ進出。

2019年
- 5月25日(現地時間)、アメリカ・ネバダ州ラスベガスで行われたAEWの旗揚げ興行「Double or Nothing」に参戦。アジャ・コング、さくらえみと組んで志田光・里歩・水波綾組と対戦。
- 11月3日、DDT両国国技館大会で中島翔子を破ってプリンセス・オブ・プリンセス王座奪取。

2021年
- 5月4日、後楽園ホール大会にてプリンセス・オブ・プリンセス王座次期挑戦者決定3WAYマッチ（対戦相手は中島翔子、瑞希）が行われ勝利。6月6日にさいたまスーパーアリーナにて開催される「 CyberFight Festival 2021」でプリンセス・オブ・プリンセス王座に挑戦することが決定。[4]
- 6月6日、さいたまスーパーアリーナ「CyberFight Festival 2021」にて山下実優の持つプリンセス・オブ・プリンセス王座の挑戦するも敗北し奪取失敗。[5]
- 7月から約1ヶ月間渡米しAEWに参戦した。
- 10月9日、大田区総合体育館大会にて沙希様＆メイ・サン＝ミッシェルから勝利してプリンセスタッグ王座奪取（パートナーは瑞希）。
- 11月25日、後楽園ホール大会にて山下実優＆伊藤麻希から勝利してプリンセスタッグ王座初防衛。

2022年
- 10月9日、TOKYO DOME CITY HALL大会にて中島翔子に勝利してプリンセス・オブ・プリンセス王座3度目の奪取。

2023年
- 1月4日、後楽園ホール大会にて山下実優相手にプリンセス・オブ・プリンセス王座を防衛したのち渡米して約1か月のAEW参戦。
- 2月21日、東京ドームで開催されたプロレスリング・ノアの興行「KEIJI MUTO GRAND FINAL PRO-WRESTLING "LAST" LOVE〜HOLD OUT〜」にて、東京女子プロレスの提供試合として8人タッグマッチに出場。自身初となる東京ドームでの試合かつ、初のノアでのリングで試合を行う。
- 3月18日、有明コロシアム大会にて瑞希に敗北しプリンセス・オブ・プリンセス王座転落。
- 3月31日（現地時間）、アメリカ・ロサンゼルス大会にて山下実優＆伊藤麻希から勝利してプリンセスタッグ王座奪取（パートナーは瑞希）。
- 5月8日、記者会見を行い、12月1日の団体旗揚げおよびデビュー10周年の記念大会をもって東京女子プロレスを卒業することを発表[6]。
- 会見後に約1ヶ月間アメリカ遠征。帰国後メディカルチェックを受けた結果遠征中首を負傷したことが判明、6月11日の後楽園ホール大会にて長期欠場とプリンセスタッグ王座の返上が発表された[7][8]。
- 10月27日の後楽園ホール大会で復帰[9]。25日に行われた復帰会見にて、東京女子卒業を12月6日の北沢タウンホール大会に延期したこと発表[10]。
- 12月6日、「東京女子プロレス誕生10周年記念興行～坂崎ユカ卒業スペシャル～」での山下実優、中島翔子との3WAYマッチ及び、瑞希との特別試合を持って東京女子プロレスを卒業[11]。今後はかねてから参戦していたAEWに拠点を移すとした[11]。

### 渡米後
2025年
- 5月27日、プロレスラー・竹下幸之介との結婚を公表[12]。

## 得意技
魔法少女スプラッシュ
エプロンからロープ上にのぼり、一度トップロープ上で静止してから反動をつけて放つボディプレス。フィニッシャー。
マジカル魔法少女スプラッシュ
旋回式の魔法少女スプラッシュ。リングの端から端まで飛ぶ飛距離がある。
魔法少女にわとり野郎
魔法少女スプラッシュと同様の構えから放つファイアーバード・スプラッシュ。
2020年7月23日（東京・後楽園ホール）でのプリンセス・オブ・プリンセス王座防衛戦、vs愛野ユキ戦にて初公開。
魔法少女プランチャ
ノータッチでロープに飛び乗ってのプランチャ。TAKAみちのくの宇宙人プランチャと同型。
魔法少女ダイブ
坂崎のスワンダイブの総称。箒に跨ってのダイブ等もあった。
魔法少女キック
ロープ上を走ってのドロップキック。エル・ブレイザーのブレイジング・アローと同型。
足取り式逆さ押さえ込み
正面より相手の片足を取った状態から掴んだ足を持ちかえつつ背中合わせになり、片足を巻き込んだ状態で逆さ押さえ込みを行う。2016年頃の主なフィニッシャーだが以降も「必殺奥義」として隠し技的に使用。
STF
変形クリップラー・クロス・フェースロック
STFの体制から相手の腕も自分の足に挟む複合技
コンプリートショット
雪崩式でも使用。
スライディングラリアット
コンプリートショットを決めてからハーフダウン状態の相手にロープを往復してからのスライディングラリアットを叩き込み、そこから魔法少女スプラッシュに繋げるフィニッシュパターンを良く用いる。
マジカルメリーゴーランド
右手で相手の右腕をハンマーロックで捕らえ、左手を相手の股下に入れて担ぎ、反動をつけて横回転させつつ顔からリングに叩きつける。最近はここからフィニッシュへ繋ぐパターンがある。
スリーアミーゴス
Tea time
スクープスラムからブレーンバスターに持ち変えて投げるオリジナル技。
ユカドリル
倒立式ヘッドシザース
左右エルボー連打からのローリングエルボー
グーパンチ
無表情で手を伸ばし相手の顔面に拳をぶつける。
オモプラッタ
手羽先固め
カーフキラー
スピニング・レッグロック
阿吽
619
冠先割（かむろさきわり）
前屈する勢いで片足を後ろに蹴り上げる顎狙いの変形バックキック。技名及びモーションは漫画「鬼滅の刃」の登場人物・猗窩座の同名技より。
ウラカン・ラナ
サムソンクラッチ
ダイビングボディプレス
ダイヤル固め
ぶら下がり式の首４の字
ミルクラッチα（コロモガワ）
四つん這いの相手の片腕を足でロックした状態から相手を巻き込みつつ前転し十字架固めの形で押さえ込む。通常のラ・マヒストラルとは最終的なかけ手の上下が逆になる。
Judgement2019の公式試合結果では「コロモガワ」として発表された。以降は「ミルクラッチα」の名称でアナウンスされている。
ロケットランチャー
DJニラのロケットパンチとは違い、両手を揃えて飛ぶ。魔法の国から帰還後は使用されていない。
クラッカー攻撃
相手の口にクラッカーを咥えさせそのまま口の中に向けてクラッカーを放つ。電撃ネットワークの持ちネタ「クラッカー口内爆裂」と同型。魔法の国から帰還後は使用されていない。
ゴムパッチン
相手の口にコスチュームの腰に仕込んだゴム紐を咥えさせて片側を掴んだ状態で距離を取り、ゴム紐を離して相手の顔面にダメージを与える。魔法の国から帰還後は使用されていないが、DDTのユニット「シャーデンフロイデ・インターナショナル」が連携技として使用している。

## タイトル歴
東京女子プロレス
- プリンセス・オブ・プリンセス王座：3回（第3代、第7代、第11代）
- 初代、第4代、第9代プリンセスタッグ王座（パートナーは中島翔子→瑞希→瑞希）
- Yeah!めっちゃタッグトーナメント優勝（2018年）（パートナーは瑞希）
- 東京プリンセスカップ優勝（2022年）

## 入場曲
I Can Fly! / 坂崎ユカ
映画「爆音セレナーデ」特別版DVDの特典CDに収録された坂崎のイメージソングより採用。
姫君Shake！ / レキシ
旧テーマ曲。

## ミル・クラウン

### 経歴
2016年
- 10月16日、アゼリア大正大会より双子の妹・坂崎ユカに代わって出場。ハイパーミサヲと対戦し初陣を勝利で飾る。

2017年
- 3月21日、さいたまスーパーアリーナにて行われたDDT「Judgement2017〜DDT旗揚げ20周年記念大会〜」のアンダーマッチにて、試合中滝川あずさにマスクを外されるハプニングに襲われるも、顔を伏せつつ滝川をミルクラッチαでフォールし勝利。実況の村田晴郎・鈴木健.txtによるとその素顔は妹の坂崎とよく似ていたという。
- 4月8日、成増アクトホールにて優宇に対し妹の坂崎がプリプリ王座に挑戦することを表明、同時に「地球上では坂崎と同じ空間にいることができない」との理由で5月7日の王子大会を最後に魔法の国へ帰還。

### 得意技
ミル・クラウンが魔法の国に帰還したのちに、これらの技は坂崎ユカに継承された。
ミルクラッチα
ラ・マヒストラルのような形から入る 変形の十字架固め
マジカルメリーゴーランド
右手で相手の右腕をハンマーロックで捕らえ、左手を相手の股下に入れて担ぎ、反動をつけて横回転させつつ顔からリングに叩きつける

### 入場曲
the circus / clown remix

### 人物
- クラウンは地球の言葉が話せないため、熊のマスコット「クマウン」が通訳する。

## 出演

### 映画
- 劇場版 東京女子プロレス 爆音セレナーデ（2015年12月19日、監督：嵐山みちる）[16]

### 写真集
- 『はじけちゃえ!』（2017年8月26日、東京女子プロレス、撮影：立花奈央子）[17]
- 『MagiRabi IN WONDERLAND』（2020年11月7日、東京女子プロレス、写真：立花奈央子）[18]